# Rothenbachkopf
De Rothenbachkopf is met 1316 meter hoogte een van de hoogste bergen van de Vogezen in het departement Haut-Rhin in Frankrijk. Hij ligt op 3 kilometer van de hogere Hohneck langs de Route des Crêtes, die in de richting noord-zuid alle hoogten van het massief van de Vogezen met elkaar verbindt. De top is kegelvormig, en biedt een fantastisch uitzicht.

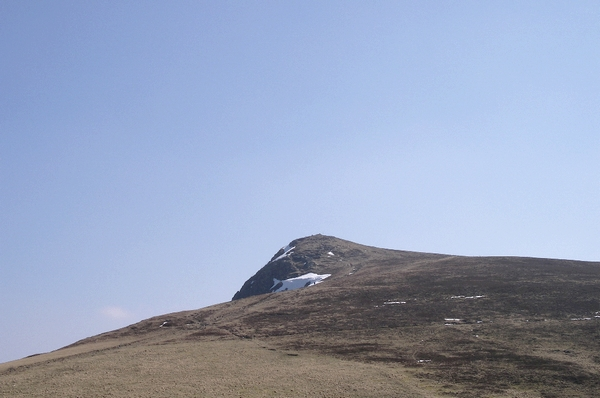
Rothenbachkopf in april 2007